# Temperenz
Die Temperenz (aus dem lateinischen temperantia, Mäßigung) ist eine Eigenschaft bestimmter Viren, insbesondere von Bakterienviren (Bakteriophagen, Beispiele Phage Lambda und Phage ZRK32) und Archaeenviren (Beispiel MFTV1). Bei temperenten Viren kann im Gegensatz zu virulenten Viren das Virusgenom unter bestimmten Umständen in das Genom des Wirtes eingebaut werden (lysogener Zyklus). Dieser Vorgang erfolgt ortsspezifisch, d. h. ein bestimmter temperenter Phage fügt seine DNA stets an einer definierten Stelle innerhalb des Wirtsgenoms ein; so insertiert zum Beispiel der Lambda-Phage sein Erbgut stets zwischen das gal- und das bio-Operon im Genom von E. coli. Die stabil integrierte virale DNA (der sog. Prophage) wird anschließend mit dem bakteriellen Genom repliziert und bei der Teilung an die entstehenden Zellen „vertikal“ weitergegeben, hat jedoch in diesem Stadium keinen negativen Einfluss auf die Physiologie der Zelle.
Bestimmte Reize wie beispielsweise UV-Strahlung oder bestimmte Chemikalien jedoch können die Exzision der viralen DNA in der Wirtszelle oder in deren Nachkommen „induzieren“. Dies kann auch zu einem Übergang in den lytischen Zyklus führen. In diesem Fall wird die virale DNA repliziert und die Bakterienzelle zur Synthese von viralen Hüllproteinen "umprogrammiert", die sich schließlich mit der replizierten DNA zu funktionsfähigen Viren zusammenlagern (self-assembly) und z. B. per Knospung oder Zelllyse freigesetzt werden.
Kommt es unter bestimmten Umständen zur Exzision nicht nur des Prophagen, sondern auch von benachbarten DNA-Sequenzen des Wirtsgenoms, so führt dies zur Produktion eines Phagen, der zusätzlich zur viralen DNA außerdem Teile bakterieller Erbinformation in sich trägt. Infiziert ein derartiger, "rekombinanter" Phage eine Zelle, kann es im Rahmen des lysogenen Zyklus zur Integration nicht nur viraler, sondern auch bakterieller DNA in das Wirtsgenom kommen.